# Mfecane

Mapa ilustrando los movimientos en la región durante el mandato de Shaka (1816-1828). La expansión zulú forzó a otros clanes a desplazarse, huyendo de la zona de actuación del ejército zulú incluyendo entre ellos a los pueblos soshangane, zwangendaba, ndebele, hlubi, ngwane y mfengu. Algunos grupos quedaron atrapados entre la expansión zulú y el avance europeo como los clanes xhosa.

Mfecane (en zulú, 'aplastamiento'), también conocido como Difaqane o Lifaqane en sesotho, es una expresión africana que se refiere al período de guerra y los movimientos migratorios forzados entre los pueblos del África austral desde 1818 hasta aproximadamente 1840, durante el cual se produjo el desplazamiento y reasentamiento de grandes poblaciones en una amplia área de la región.
Fue iniciado por los zulúes bajo el mando del líder militar Shaka. En 1818 emprendió una gran expansión de sus dominios en lo que actualmente es la provincia sudafricana de KwaZulu-Natal sometiendo a diversos pueblos, como los nguni, entre los ríos Tugela y Pongola, creando un reino militar en la región. Este sometimiento tuvo como resultado la expulsión de distintos pueblos de sus tierras, reduciendo a los clanes vecinos y rivales al vasallaje, haciendo partir migraciones a gran escala (Botsuana, Malaui, Mozambique, Zambia, Zimbabue) y, en última instancia, provocando como reacción la formación de algunos nuevos reinos, como los actuales Lesoto bajo el liderazgo de Moshoeshoe I y Suazilandia bajo el de Sobhuza I (también llamado Ngwane IV).
Aparte de los movimientos de población producto del expansionismo zulú, varios líderes militares zulúes que por diferentes circunstancias cayeron en desgracia ante Shaka protagonizaron igualmente, en su partida hacia el exilio, movimientos migratorios y el establecimiento de estados de breve duración. Este fue por ejemplo el caso del caudillo militar zulú Soshangane, fundador hacia 1819 del Imperio de Gaza al sur de Mozambique, entre los ríos Zambezi y Maputo. Otro líder militar que partió al exilio fue Mzilikazi, en 1823, quien se estableció con sus tropas en lo que posteriormente se llamó Matabeleland (en la actual Zimbabue).